# Niemież (gmina)

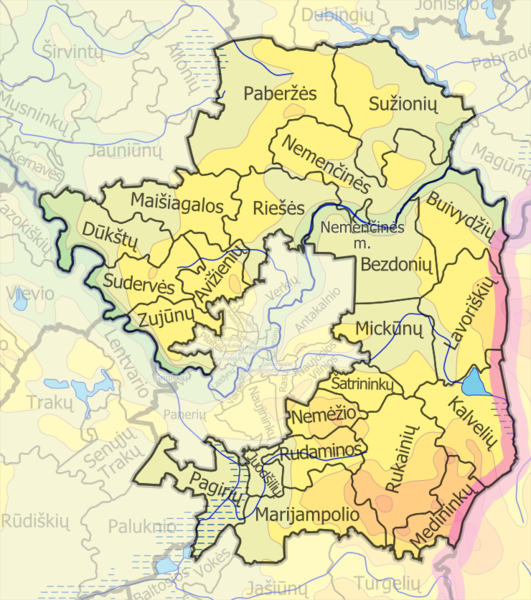
Gmina na mapie rejonu

Gmina Niemież (lit. Nemėžio seniūnija) – gmina w rejonie wileńskim okręgu wileńskiego na Litwie.
Ośrodek gminy – wieś Niemież (2498 mieszkańców). Na terytorium gminy są 23 wsie, większe z nich: Skojdziszki (4133 mieszkańców), Ogrodniki (446 mieszkańców), Wielkie Sioło (437 mieszkańców), Kuprianiszki (424 mieszkańców).

## Powierzchnia terenu
3958 ha, z nich 2836 ha stanowią użytki rolne, 504 ha - lasy, 17 ha - zbiorniki wodne oraz 601 ha - posesje.

## Ludność
9010 osób.

## Skład etniczny (2011)
Według spisu z 2011 roku.
- Polacy - 53,1%
- Litwini - 26,2%
- Rosjanie - 9,5%
- Białorusini - 6,2%

## Infrastruktura
Poczta, szkoła średnia, 2 przedszkola, 2 ambulatorium, posterunek straży pożarnej, kaplica, cmentarz, meczet, motel, 8 sklepów, 17 pawilonów handlowych, 2 stacje paliwowe, zagroda agroturystyczna, dwór Benedykta Tyszkiewicza.

## Przedsiębiorczość lokalna
Rolnictwo i leśnictwo, ogrodnictwo, sadownictwo, usługi świadczone dla mieszkańców.

## Miejscowości
W skład gminy wchodzi 22 wsi i 1 kolonia. Miejscowości w gminie Niemież:
| - Dębówka - Doliny - Doły - Kamionka - Kotłowo - Kotłówka | - Kuprianiszki - Lipiny - Lipki - Macieiszki - Mieszkańce - Mikuciszki | - Murlinka - Niemież - Ogrodniki - Podgrusze - Podlipki - Polepie | - Skojdziszki - Słomianka - Stankuciszki - Tołkaciszki - Wielkie Sioło |